# Konrad Tom
Konrad Tom (9 de abril de 1887 – 9 de agosto de 1957) fue un cantante, compositor, actor, guionista y director cinematográfico polaco. 

## Biografía
Su verdadero nombre era Konrad Runowiecki, y nació en Varsovia, Polonia. Tom escribió letras de canciones, tanto en polaco como en yiddish, para ser interpretadas en obras teatrales, en cabaret y en películas. Además fue autor de diferentes números de humor judío denominados en Polonia szmonces.  
En total, a lo largo de su carrera, Tom escribió el guion de cerca de una treintena de filmes, actuó en trece y dirigió doce.
Estuvo casado con la actriz y cantante Zula Pogorzelska, quedando él viudo cuando ella falleció a causa de una siringomielia.
Konrad Tom falleció en Los Ángeles, California, en 1957.

## Selección de su filmografía

### Director
- 1937 : "Parada Warszawy", film producido por su compatriota Danny Kaden y su productora polaca, "Danny Kaden Film".

### Guionista
- 1935: Antek policmajster (en colaboración con Emanuelem Szlechterem).
- 1936: Ada, to nie wypada
- 1936: Bolek i Lolek y Dodek na froncie, ambos filmes protagonizados por Adolf Dymsza, con música de Henryk Wars y Władysław Daniłowski.
- 1936: Judeł gra na skrzypcach
- 1937: Książątko
- 1938: Mamele, rodado en Yiddish, con Molly Picon.
- 1946: Wielka droga 1946 (en el exilio).

### Actor
- 1932: Sto metrów miłości, de Michał Waszyński.
- 1933: Jego ekscelencja subiekt, de Michał Waszyński.
- 1933: Romeo i Julcia, de Jan Nowina-Przybylski.
- 1934: Co mój mąż robi w nocy ..., de Michał Waszyński.
- 1935: ABC miłości, de Michał Waszyński.
- 1935: Antek policmajster, de Michał Waszyński.
- 1935: Wacuś, de Michał Waszyński.
- 1937: Pani minister tańczy, de Juliusz Gardan.
- 1937: Parada Warszawy, de Konrad Tom.

### Ingeniero de sonido
- 1933: Jego ekscelencja subiekt, de Michał Waszyński.
- 1934: Czy Lucyna to dziewczyna?, de Juliusz Gardan.
- 1935: Dwie Joasie, de Mieczysław Krawicz.

## Compositor
- Kocha, lubi, szanuje, con Emanuel Szlechterem, cantada por Mieczysław Fogg.
- Nic o tobie nie wiem, con Emanuelem Szlechterem.
- Złociste włoski, Tyle miłości, con Eugeniusz Bodo.
- Madame Loulou, con música de Harry Waldau.